# Gadgi, Lingsugur
Gadgi là một làng thuộc tehsil Lingsugur, huyện Raichur, bang Karnataka, Ấn Độ.